# Claude Lorrain

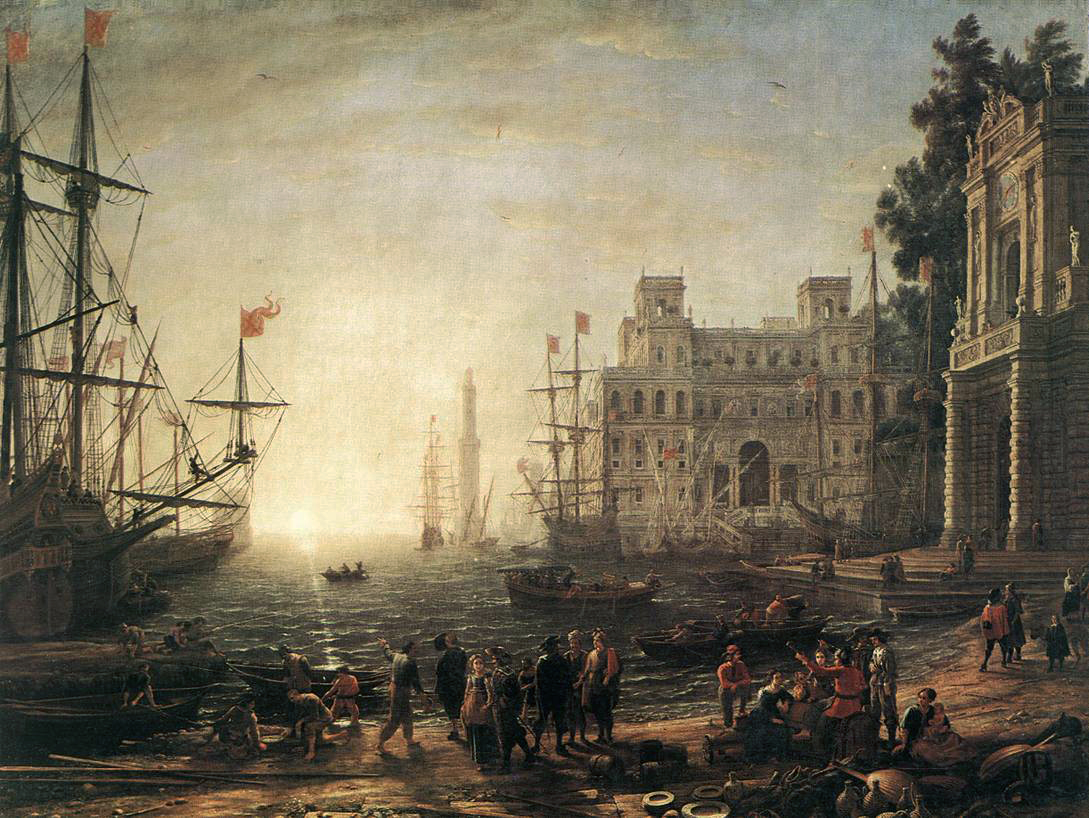
Port morski z willą medycejską (1637)

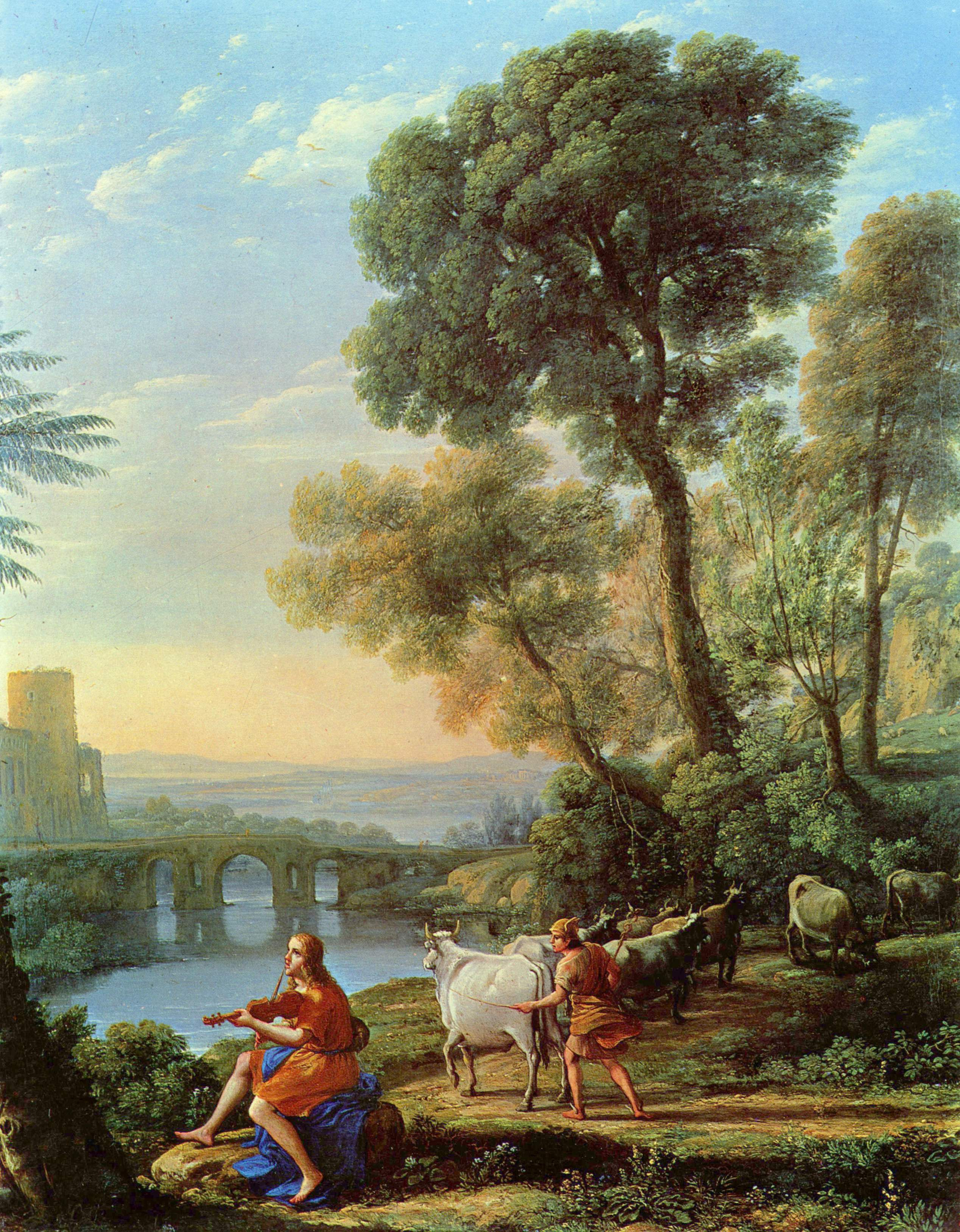
Krajobraz z Apollem i Merkurym (1645)

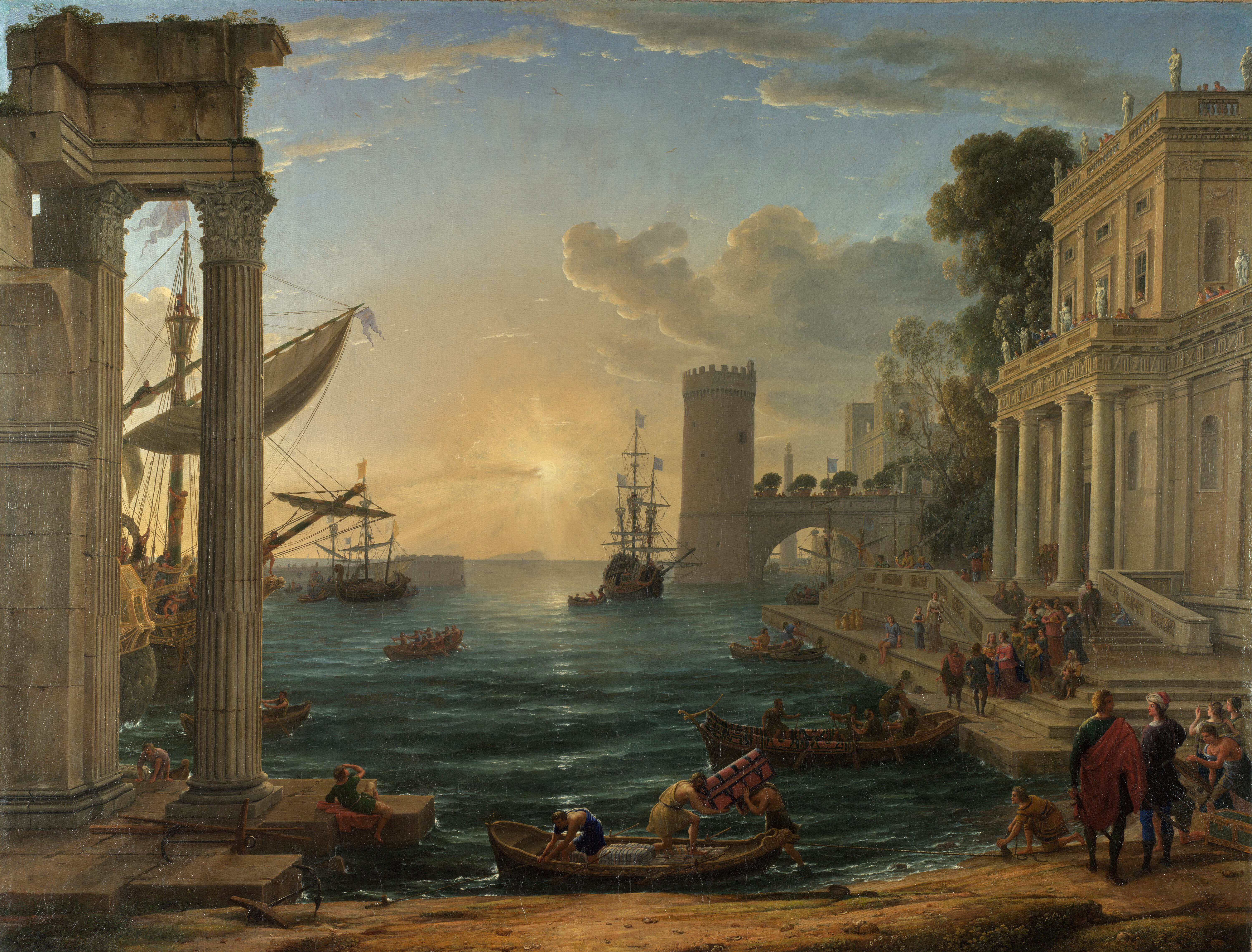
Port morski z zaokrętowaniem królowej Saby (1648)

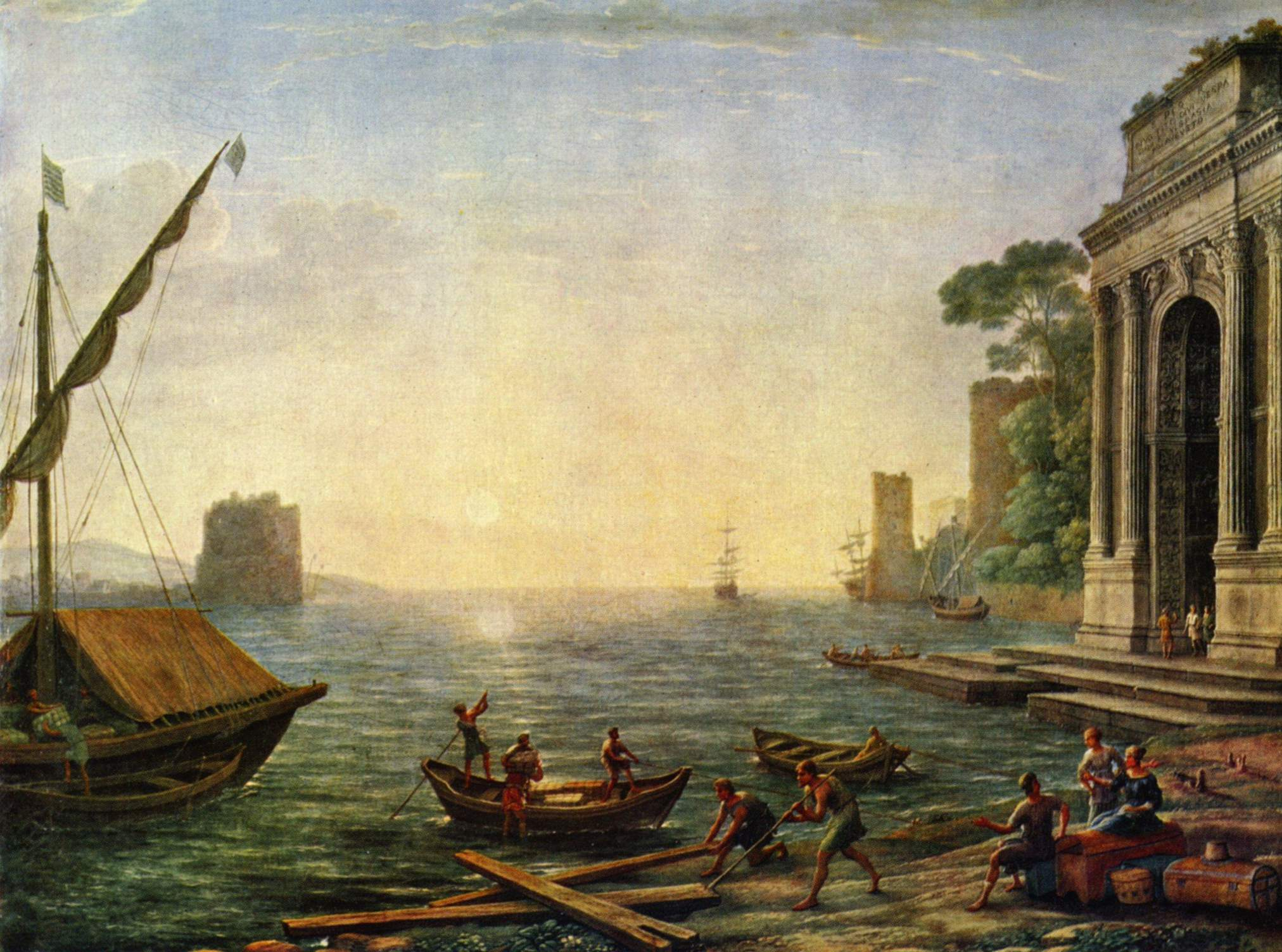
Port morski o wschodzie słońca (1674)

Claude Lorrain, właśc. Claude Gellée, zwany także Le Lorrain (ur. w 1600 w Chamagne w Lotaryngii, zm. 23 listopada 1682 w Rzymie) – francuski malarz, rysownik i rytownik okresu baroku, pejzażysta.

## Życiorys
Pochodził z ubogiej wiejskiej rodziny. Działalność malarską rozpoczął jako pomocnik pejzażysty Agostina Tassiego (1580–1644). W latach 1625–1626 był uczniem Claude'a Derueta. W 1627, po pobycie w Neapolu i Nancy, osiedlił się na stałe w Rzymie, stając się wkrótce uznanym pejzażystą. W 1634 został członkiem rzymskiej Akademii św. Łukasza. Nigdy się nie ożenił. W 1653 urodziła się jego nieślubna córka Agnese. Tworzył głównie dla przedstawicieli rzymskiej arystokracji i papieży: Urbana VIII, Aleksandra VII i Klemensa IX. Król hiszpański Filip IV zamówił u niego siedem obrazów o treści zaczerpniętej ze Starego i Nowego Testamentu, przeznaczonych do nowej siedziby królewskiej – Pałacu Buen Retiro w Madrycie.
Malował przede wszystkim pejzaże ze scenami pasterskimi oraz widoki fantastycznych portów ożywione drobnym sztafażem (scenki mitologiczne, biblijne i rodzajowe). Wykształcił swój własny typ krajobrazu idealnego. Obrazy jego wyróżniały się głęboką i przemyślaną kompozycją. Był też znakomitym rysownikiem. Pozostawił szkicownik "Liber veritatis" (obecnie w British Museum w Londynie), zawierający ok. 200 rysunkowych szkiców o wysokim poziomie artystycznym. Bliskie kontakty łączyły go z Nicolasem Poussinem. Pochowany został w rzymskim kościele Trinita dei Monti.
Jego malarstwo wywarło wpływ na pejzażystów angielskich XVIII i XIX wieku.

## Wybrane dzieła
- Scena nadmorska (1630-35), 32 × 42,5 cm, Luwr, Paryż
- Ludwik XIII podczas oblężenia La Rochelle (1631), 28 × 42 cm, Luwr, Paryż
- Port z widokiem na Kapitol (1636), 53 × 72 cm, Luwr, Paryż
- Campo Vaccino w Rzymie (1636), 53 × 72 cm, Luwr, Paryż
- Scena w porcie z willą medycejską (1637), 102 × 133 cm, Uffizi, Florencja
- Krajobraz z odnalezieniem Mojżesza (1637-39), 209 × 138 cm, Prado, Madryt
- Wiejskie święto (1639), 103 × 135 cm, Luwr, Paryż
- Święta Paulina Rzymianka wyrusza z Ostii do Ziemi Świętej (1639), 211 × 145 cm, Prado, Madryt
- Święta Urszula wypływa z Rzymu (1642), 113 × 148,6 cm, National Gallery w Londynie
- Przybycie Kleopatry do Tarsu (1643), 117 × 147,5 cm, Luwr, Paryż
- Krajobraz z pasterzem (1644), 68 × 99 cm, Prado, Madryt
- Krajobraz z Cefalusem i Prokris –  1645, 102 × 133, National Gallery w Londynie
- Krajobraz z Apollem i Merkurym (ok. 1645), 55 × 45 cm, Galleria Doria Pamphilj, Rzym
- Krajobraz z pasterzami (1645-46), 68,8 × 91 cm, Muzeum Sztuk Pięknych w Budapeszcie
- Krajobraz z Apollinem i Sybillą Kumańską (1646), 99 × 127 cm, Ermitaż, Sankt Petersburg
- Krajobraz z Hagar i aniołem (1646), 53 × 44 cm, National Gallery w Londynie
- Krajobraz z odpoczynkiem podczas ucieczki do Egiptu (1647), 102 × 134 cm, Galeria Obrazów Starych Mistrzów w Dreźnie
- Krajobraz włoski (1648), 75 × 100 cm, Ermitaż, Sankt Petersburg
- Krajobraz z młynem (Zaślubiny Izaaka i Rebeki) (1648), 149 × 197 cm, National Gallery w Londynie
- Widok Delf z procesją (1650), 150 × 200 cm, Galleria Doria Pamphilj, Rzym
- Krajobraz morski z porwaniem Europy (1655), 100 × 137 cm, Muzeum Sztuk Pięknych im. Puszkina w Moskwie
- Kazanie na Górze (1656), 171,4 × 259,7 cm, The Frick Collection, Nowy Jork
- Krajobraz z Akisem i Galateą (1657), 100 x135 cm, Galeria Obrazów Starych Mistrzów w Dreźnie
- Sąd Parysa (1645-1460), 112,3 × 149,5 cm, National Gallery of Art, Waszyngton
- Krajobraz z Chrystusem w drodze do Emaus (1660), 99 × 132 cm, Ermitaż, Sankt Petersburg
- Krajobraz z Tobiaszem i aniołem (1663), 116 × 163,5 cm, Ermitaż, Sankt Petersburg
- Krajobraz z Psyche i pałacem Kupidyna (Zaczarowany zamek) (1664), 88 × 151 cm, National Gallery w Londynie
- Krajobraz z Jakubem, Rachelą i Leą (Poranek) (1666), 113 × 157 cm, Ermitaż, Sankt Petersburg
- Krajobraz z nimfą Egerią (1669), 155 × 199 cm, Museo di Capodimonte, Neapol
- Wypędzenie Hagar (1668), 106,4 × 140 cm, Stara Pinakoteka, Monachium
- Eneasz na wyspie Delos (1672), 99,7 × 134 cm, National Gallery w Londynie
- Port morski o wschodzie słońca (1674), 72 × 96 cm, Stara Pinakoteka, Monachium
- Krajobraz ze sceną "Noli me tangere" (1681), 84,5 × 141 cm, Stadelsches Kunstinstitut, Frankfurt nad Menem
- Krajobraz z Askaniuszem zabijającym jelenia Sylwii (1682), 47 × 59 cm, Ashmolean Museum, Oksford

- Port morski o wschodzie słońca 97,8 × 120,5 cm, Ermitaż, Sankt Petersburg